# Slaget ved Warksow
Slaget ved Warksow var et slag på det sydlige Rügen i den Skånske krig, 8. januar - 18. januar 1678. Den svenske feltmarskal Otto Wilhelm von Königsmarck angreb de danske tropper på Rügen, som Danmark havde besat i efteråret 1676. Den danske general Ditlev Rumohr blev dræbt den 8. januar, og det danske rytteri flygtede, mens infanteriet overgav sig.
De svenske stridskræfter besejrede en allieret hær, som overvejende bestod af danskere (overvejende hvervede udenlandske soldater) og soldater fra Brandenburg. På den danske side kæmpede også to regimenter fra Hessen-Kassel.
Svenskerne rådede i slaget over 3.500 til 3.800 mand. De allierede Danmark og Hessen-Kassel rådede over 5.000 til 5.400 mand (derunder 200 fra Brandenburg og cirka 1000 fra Hessen) og 16 kanoner.
I slaget faldt der cirka 170 svenskere og cirka 400 allierede. Cirka 3600 blev taget til fange eller tvunget til at kæmpe under den svenske fane.

## Baggrund
I september 1677 var kongen af Danmark-Norge, Christian V kommet til Rügen med 4.000 soldater på danske orlogsskibe og transportfartøjer, som senere fragtede yderligere 3.000 brandenburgske soldater, som sluttede sig til styrkerne på Rügen. De gik i land ved den nordøstlige odde på Jasmund og begyndte at sprede sig ud over øen og belejrede flere skanser . Der var bygget to færgeskanser ved Gustow på sydsiden af Rügen lige overfor Stralsund, som forsvarede færgeovergangen til fastlandet med byen Stralsund. Den ene skanse blev hurtigt erobret af Christian V i oktober 1677. Men Königsmarck beholdt en garnison på 600 mand på den sidste færgeskanse på den anden side af sundet vendt mod Stralsund. Se Prosnitzer Schanze.
Et dristig angreb med en eskadre krigsskibe, som nåede en holm lige ved på sundet, blev slået tilbage af den svenske artilleriild. Belejringen trak ud over efteråret, og Christian V drog tilbage til København. Da kongen forlod øen, indsatte han Rumohr til guvernør med befaling om at optræde med forsigtighed.
I begyndelsen af 1677 havde danskerne foretaget en omorganisering af deres tropper, da de bedste og mest egnede var taget hjem, mens overvejende et mindre antal hvervede soldater af mindre værdi blev tilbage. Desuden havde der været mangel på ly og næringsmidler på øen, som de skulle overvintre på, hvorfor moralen sank hos de hvervede styrker.
Da den svenske general Königsmarck i begyndelsen af 1678 traf forberedelser til at gå over til Rügen, trak Rumohr sine tropper sammen ved landgangsstedet; men den opstilling, som ikke var egnet til at standse en overlegen fjende.
Königsmarck ville derfor udnytte det og de hvervede styrkers tendens til at tage vinterkvarter for et overraskelsesangreb. Da tøvejr fjernede isen på sundet, fik han derfor mobiliseret både og skibe, som var holdt i beredskab. Med både og skibe fra Stralsund fragtede om aftenen han sine styrker over til Nyskansen ved Gustow på Rügen. Efter at være gået i land på Rügen ved Nyskansen fik Königsmarck et døgn til at forberede sig på slag mod danskerne. General Rumohr havde nægtet at angribe landgangsoperationen til Nyskansen og dermed ventet på, at svenskerne skulle kom ud i åben land.

## Slaget
Om morgenen den 8. januar 1678 marcherede Königsmarck med sin hær til et eng- og moseområde Warksow nord for Gustow. Königsmarck stillede sin hær op i den traditionelle slagorden i to linjer med venstrefløjen som bestod af syv skvadroner, centeret med fire bataljoner fodfolk og højrefløjen med fem skvadroner og en dragonskvadron.
Rumohr stillede sin hær op på den anden side af engen i tre slagordner med seks skvadroner med ryttere på hver fløj og fire bataljoner samt en reserve på ni skvadroner og bataljoner. Han havde 16 kanoner.
Det var svenskernes stærkere artilleri, der blev afgørende, for med deres ildkraft fik de slået den danske højrefløj tilbage, som var holdt uden for slaget, så Königsmarck kunne koncentrere sig om danskernes venstre fløj, som var opgivet til at være på 5.000-5.400 mand.
Med et stærkt flankeangreb med både sin højrefløj og center lagde Königsmarck et stærkt pres på danskerne, som blev slået tilbage. Rumohr havde stillet sine tropper op langs mosearealet, så angrebet ikke kunne kom over det, og dermed måtte ryttere omgå det for at angribe danskernes flanke. Da Königsmarck overførte tropper fra den venstre fløj til den højre, blev general Rumohr opmærksom på bevægelserne og ville rekognoscere nærmere.
Han blev dræbt af svenskernes første kanonkugler. Der opstod forvirring, da officererne blev uenige om hvem, som skulle overtage ledelsen, og der var ingen, som ville overtage ledelsen i et slag, som allerede var ved at kom ud af kontrol. Så snart den danske venstre fløj var slået på flugt, vendte så svenskerne sig mod midterflanken som efter en kort kamp overgav sig. I mellemtiden var det svenske artilleri blevet ført så nær at de på klods hold skød løs ind i det danske fodfolk i midten og på venstre fløj.
Königsmarck have med vilje ladet være med at engagere midterflanken, fordi det var på fløjene, at danskerne havde deres bedste og mest loyale styrker i en hær, hvor størstedelen bestod af hvervede tyskere, som havde vist sig mindre pålidelige i tidligere kampe. Resterne af det danske rytteri var udslettet eller tvunget til at rømme øen eller overgav sig rundt om på øen i dagene efter slaget. Fortet på Jasmund overgav sig den 11. januar 1678.
Der var 2.000-2.400 heste i den danske hær. 400 døde soldater og cirka 5000 skulle være taget til fange under slaget, men det virker mere sandsynligt, at det var resultatet af felttoget, efter at hele Rügen var generobret af svenskerne, frem for den direkte konsekvens af slaget. Blot to danske officerer undslap ved at tage en båd til Usedom.

## Efterspillet
Sejren ved Warksow var en vigtig rekrutteringskilde for Königsmarck, som ud af de 5.000 tilfangetagende kunne rekruttere mange nok til at forstærke egne styrker, som kunne gå ud på hærgningstogter mod Brandenburg. En fortegnelse viste, at der var 23 kompagnier i de allieredes kavaleri mod blot otte fra Danmark, som var hvervede. Selv om en stor del var brandenburgske styrker, var de hurtige til at deltage i hærgningstoger mod den brandenburgske befolkning.
.
Christian V var rasende over nyheden og meldinger om brug af hvervede tyske soldater, som var i dansk sold, så han organiserede en ny ekspedition nu med hovedsageligt norske tropper, som havde vist sig langt mere pålidelige. Efter at Niels Juel med sin flåde var kommet til Kalmarsund, hvor han observerede den svenske flåde, som lå der, besluttede han at krydse uden for Rügen for at få bugt med kaprerplagen derfra. I september 1678 kunne Niel Juel hente de brandenburgske styrker ved Palmerort og sejlede så til det lille fiskerleje Vitt ved Putgarten på Rügen. Med 250 fartøjer og 8.000 mand sejlede danskerne og brandenburgerne rundt om, holdt svenskerne i uvidenhed om, hvor landgangen skulle ske. Først den 12. september kom angrebet, da brandenburgerne fra Palmerort kom over, mens 1.800 danskere og nordmænd gik i land ved Vitt. Det kom til hårde kampe, hvor svenskerne blev slået efter 57 dræbte og 52 sårede var faldet hos danskerne og nordmændene. De svenske tab var større.
Königsmarck trak sig efter de hårde kampe sig væk fra Rügen og efterlod en garnison på 500 mand i en nybygget skanse, som kort efter overgav sig til de allierede under et mytteri den 16. september. Siden var Stralsund under belejring til den 15. oktober, da byen kapitulerede. Blot en måned senere den 15. november kapitulerede den sidste svenske fæstning i Greifswald. Alle svenske besiddelser i Tyskland var gået tabt. En svensk hær på 11.000 mand fra Riga, som marcherede gennem de polske områder, måtte vende om i januar 1679 ved Welau ikke langt fra Tilsit.